# Ruud van den Belt
Rudolf Philip van den Belt (Drunen, 16 december 1961) is een Nederlands bestuurder en VVD-politicus. Sinds 30 november 2015 is hij burgemeester van Steenbergen.

## Biografie
Van den Belt werkte, werkte voorafgaande aan zijn benoeming in het gemeentebestuur, als directeur bij de gemeente Geertruidenberg. Hij was namens de lokale partij "Keerpunt 74" van 2010-2014 wethouder en locoburgemeester in deze plaats. Tevens was hij als wethouder de trekker van het feestjaar 2013 waarin de oude vestingstad Geertruidenberg "800 jaar stadsrechten" heeft gevierd.
Met ingang van 30 november 2015 werd hij benoemd tot burgemeester van Steenbergen. In deze functie volgde hij Saskia Bolten op, die met ingang van 1 juli 2014 met ontslag was gegaan en tijdelijk vervangen werd door waarnemend burgemeester Joseph Vos.
Van den Belt is getrouwd en heeft een zoon. Sinds januari 2015 was hij CFO en vicevoorzitter van de Raad van Bestuur van de BAF-group en tevens managementconsultant bij Beltacom Consultancy. Daarnaast was hij commissaris bij Medifit Breda en Thijs Logistiek. Hij is onbezoldigd ambassadeur van de Stichting Ban Proteha Kerki 1846 te Aruba. Een stichting die zich hard maakt voor het behoud en restauratie van het oudste stenen hervormd kerkje (1846) in Oranjestad te Aruba.